# Eleusinion
L'Eleusinion era un tempio di Atene dedicato a Demetra (dea dell'agricoltura) e Persefone che si trovava tra l'acropoli e l'agorà di Atene. 

## Storia
Era uno dei tre templi più venerati della città e vi venivano conservati gli oggetti sacri legati ai misteri eleusini utilizzati nelle periodiche processioni che da Atene conducevano fino al santuario di Eleusi. Svolgeva un ruolo molto importante durante le feste panatenaiche.
Costruito intorno al 480 a.C., l'Eleusionion era collocato sul lato orientale della Via Panatenaica a una cinquantina di metri a sud dell'ingresso meridionale dell'agorà, sul versante settentrionale dell'acropoli, dove esisteva già un precedente santuario murato a cielo aperto intorno al 550 a.C.

## Descrizione
Era un edificio rettangolare, di circa 10x16 metri, consistente in una grande aula aperta verso sud. Il tempio non esiste più, salvo delle tracce documentali.